# Macroderes mutilatus
Macroderes mutilatus är en skalbaggsart som beskrevs av Hermann Julius Kolbe 1908. Macroderes mutilatus ingår i släktet Macroderes och familjen bladhorningar. Inga underarter finns listade i Catalogue of Life.